# Lijst van voetbalinterlands Canada - Noord-Korea (vrouwen)
Deze lijst van voetbalinterlands is een overzicht van alle officiële voetbalinterlands tussen de nationale vrouwenteams van Canada en Noord-Korea. De landen hebben tot nu toe één keer tegen elkaar gespeeld.

## Wedstrijden
| № | Plaats | Datum        | Competitie        | Wedstrijd            | Uitslag |
| - | ------ | ------------ | ----------------- | -------------------- | ------- |
| 1 | Rome   | 14 juni 2011 | Vriendschappelijk | Canada − Noord-Korea | 2 − 0   |

## Samenvatting
| Competitie        | Totaal gespeeld | Winst Canada | Gelijk | Winst Noord-Korea | Doelsaldo Canada – Noord-Korea |
| ----------------- | --------------- | ------------ | ------ | ----------------- | ------------------------------ |
| Vriendschappelijk | 1               | 1            | 0      | 0                 | 2 − 0                          |
| Totaal            | 1               | 1            | 0      | 0                 | 2 − 0                          |